# Пэйком-центр
«Пэйком-центр» (англ. Paycom Center) — многофункциональная крытая спортивная арена в Оклахома-Сити. Домашняя арена баскетбольного клуба «Оклахома-Сити Тандер» (ранее была домашней ареной для клуба «Нью-Орлеан/Оклахома-Сити Хорнетс»). На арене также проходят концерты, семейные и общественные мероприятия, конвенты, ледовые шоу и спортивные соревнования местных университетских и школьных команд.
Арена принадлежит городу Оклахома-Сити. Открытие арены состоялось 8 июня 2002 года, спустя 3 года после начала строительства. Арена является одним из первых объектов городской программы улучшения 1993 года, известной как Metropolitan Area Projects (MAPS), которая финансировала строительство новых и улучшению существующих спортивных, развлекательных и культурных сооружений в городе.
22 июля 2011 года права на название арены были проданы компании Chesapeake Energy сроком на 12 лет. Нынешнее название арена носит с 2021 года.

## Мероприятия
Арена приняла ппв шоу World Wrestling Entertainment Unforgiven 2005, а также множество выпусков Raw и SmackDown!.

## Концерты
На арене Форд Центр выступали с концертами:
- Paul McCartney — 15 октября 2002[2]
- The Rolling Stones — 28 января 2003[3]
- Christina Aguilera & Justin Timberlake — 25 июня 2003[4]
- Jessica Simpson — 11 июля, 2004
- Coldplay — 27 февраля и 16 ноября 2008
- Def Leppard и Journey & Stoll Vaughan — 19 октября, 2006
- Hannah Montana/Miley Cyrus и The Jonas Brothers — 2 декабря 2007[5]
- Matchbox Twenty — 9 марта 2008
- Rihanna, Kanye West, N.E.R.D & Lupe Fiasco — 29 апреля 2008 (Lupe Fiasco did not perform, due to illness.)
- The Jonas Brothers — 8 июля 2008 и 29 сентября 2010[6]
- American Idols LIVE! Tour 2008 — 28 августа 2008[7]
- Taylor Swift — 31 марта 2010[8]
- Carrie Underwood — 18 ноября 2006, November 16, 2007 & scheduled to perform on October 20, 2010[9]
- Lady Gaga — 20 июля 2010[10]
- Justin Bieber — 3 ноября 2010[11]